# 13493 Lockwood
13493 Lockwood (tên chỉ định: 1985 PT) là một tiểu hành tinh vành đai chính. Nó được phát hiện bởi Edward L. G. Bowell ở Anderson Mesa ở Coconino County, Arizona, Arizona, ngày 14 tháng 8 năm 1985. Nó được đặt theo tên George W. Lockwood, một nhà thiên văn học ở Đài thiên văn Lowell.